# Plagius grandis
Plagius grandis là một loài thực vật có hoa trong họ Cúc. Loài này được (L.) Alavi & Heywood miêu tả khoa học đầu tiên năm 1976.